# Primer Impacto
Primer Impacto es un programa de televisión periodístico de la cadena televisiva Univision en los Estados Unidos, que se transmite en una edición de una hora en las tardes a las 5:00 pm. Este y Pacífico/4:00 pm. Centro y la edición de los fines de semana que se le denomina Primer Impacto Extra.

## Presentadores
Las presentadoras principales son las periodistas Michelle Galván (mexicana) y Pamela Silva (peruana), quienes conducen el programa. La periodista puertorriqueña Bárbara Bermudo fue una de las conductoras con mayor trayectoria que hubo en el programa, siendo acompañada por Ilia Calderón (2007-2011) y por Pamela Silva (2011-2017).

## Historia
El programa tuvo sus inicios en 1991 bajo el nombre "Noticias y Más" y el 14 de febrero de 1994 se convirtió en "Primer Impacto'" con María Celeste Arrarás y Myrka Dellanos. En 2001, Bárbara Bermudo sustituyó a María Celeste y un par de meses después María Celeste tuvo a su hijo y se fue a Telemundo en 2002 para presentar Al Rojo Vivo.
El periodista mexicano Fernando del Rincón presentó el programa desde 2002. La periodista puertorriqueña Carmen Dominicci también llegó al noticiero en 2002. En marzo de 2004, tras casi 10 años en el noticiero, Myrka Dellanos dejó el programa. En 2005 Carmen Dominicci se fue, pero hacía apariciones de vez en cuando como presentadora y/o reportera. Fernando del Rincón y Carmen Dominicci, dejaron en 2008 y 2011, respectivamente.
La periodista colombiana Ilia Calderón presentó el programa de lunes a viernes junto a Bárbara Bermudo entre 2007 y junio de 2011, cuando pasó a Noticiero Univisión Edición Nocturna; y fue reemplazada por la periodista peruana Pamela Silva. La periodista hondureña Satcha Pretto también dejó de presentar los fines de semana en junio de 2011, porque pasó a reemplazar a su compatriota Neida Sandoval en las noticias en Despierta América; siendo sustituida por la periodista colombiana Natalia Cruz en Primer Impacto Extra.
Walter Mercado aportó su extravagante predicción astrológica para el show. El 8 de enero de 2010 manifestó que él y Univision habían roto después de quince años. La presentadora puertorriqueña Jackie Guerrido se encarga del clima y Ana Caty Hernández informa sobre el mundo deportivo desde México.
Premios recibidos:
- Premio Glaad a Mejor Revista Periodística en Español en 2010, 2011 y 2012.
- Premios TVyNovelas USA: Reconocimiento Especial por 20 Años en 2014.
- Nominaciones: Premio Emmy de Noticia y Documental al Antecedente/Análisis Excepcional de una Noticia de Actualidad en un Noticiario de Horario Regular.

## Formato
El formato del programa se ha destacado por rendirle homenaje a su nombre Primer Impacto debido a que en él se transmiten noticias impactantes y muy fuertes, como: reportajes, fotos y hasta vídeos con poca censura. Este noticiario creó un nuevo género al ofrecer una realidad diferente a la que se le mostraba a los televidentes, es uno de los noticieros con más audiencia en Estados Unidos, goza además de mucha sintonía en Venezuela, República Dominicana y en México, aún más desde 2010 en adelante debido a notas ofrecidas haciendo alusión al narcotráfico, pues nunca habían sido emitidas en noticieros locales o nacionales.
Cuando el programa comenzó en febrero de 1994 transmitía vídeos de protestas, peleas en la calle, robos a tiendas y reportajes de asesinatos sin mostrar el cuerpo, para finales de esos años el programa retiró más censura y mostraba ya imágenes de asalto a personas, choques de autos, personas en peligro y homicidios mostrando el cuerpo. 
Aunque el programa tiene un género que recibe mucha audiencia, casi ninguna televisora latinoamericana ha producido un programa igual, a excepción de la televisora mexicana TV Azteca y su programa Al Extremo, así como también el noticiero Noticias 4 Visión de Telecorporación Salvadoreña de El Salvador. La competencia del programa es Al rojo vivo de la cadena Telemundo.

## Segmentos
Hay varios segmentos de Primer Impacto, los más importantes son: Noticias de los Estados Unidos, las noticias del mundo, Deportes (con Ana Caty Hernández desde México), las películas (con Daniela Ganoza, corresponsal de Primer Impacto en Los Angeles, California), el Clima (con Jackie Guerrido), Horóscopo (con "El Niño Prodigio"), curiosidades y la historia principal del día.
Los segmentos de Primer Impacto son:
- Las Noticias Principales:

Los primeros 15 minutos, el programa transmite las notas más importantes del día entre ellas son 3 o cuatro reportajes de tiempo extra, las notas rápidas en que se dice solo lo más importante de esa nota y las notas normales con más duración y más información.
- El Tiempo:

En este segmento Jackie Guerrido dice las condiciones del clima en los Estados Unidos y también se muestra imágenes de catástrofes naturales máximo 3.
- Deportes:

Esta sección solo se dedica a decir los resultados de los partidos de fútbol, baloncesto y béisbol en Estados Unidos y México, además transmite los eventos deportivos de Univision, UniMás y TUDN. 
- Espectáculos:

Esta sección se transmite en la hora media del programa y se dedica a las noticias normales del espectáculo, esta parte del programa ha sido cuestionada pues la sección más larga del programa y muchos televidentes no están interesados recordando que el programa inicia después de El gordo y la flaca, el programa de espectáculos N°1 de la cadena Univision.
- Secreto a Voces:

Esta parte se pone al principio o al final y muestra las imágenes o casi siempre videos más impactantes del programa, presentado por Borja Voces.